# Salisbury
Salisbury (pronunție AFI, |ˈsɒlz * bri sau  ˈsɔːlz * bri ) este un oraș și un district ne-metropolitan situat în Regatul Unit, în comitatul Wiltshire, regiunea South West, Anglia. Districtul are o populație de 115.300 locuitori, dintre care 45.000 locuiesc în orașul propriu zis Salisbury.

## Orașe din cadrul districtului
- Salisbury
- Amesbury

## Personalități născute aici
- Humphry Ditton (1675 - 1715), matematician;
- Anthony Daniels (n. 1946), actor;
- Gillian Duffy, scriitoare;
- Joseph Fiennes (n. 1970), actor.